# Кабо-Верде на летних Олимпийских играх 2000
Кабо-Верде принимала участие в Летних Олимпийских играх 2000 года в Сиднее (Австралия) во второй раз за свою историю, но не завоевала ни одной медали.
Делегация состояла из двух легкоатлетов: Исмения Да Фредерику и Антонио Зеферино, для которых Олимпийские игры стали вторыми.
Исмения Да Фредерику стала первой женщиной-знаменосцем Кабо-Верде на Олимпийских играх.
В спортивном плане Ду Фредерико не вышла из своего забега на дистанции 100 метров среди женщин, Зеферино финишировал 67-м из 81 в мужском марафоне (в 1996 — 94-й из 111).

## Результаты

### Лёгкая атлетика

#### Мужчины
| Участник         | дисциплина | финал   | финал     |
| Участник         | дисциплина | время   | результат |
| ---------------- | ---------- | ------- | --------- |
| Антонио Зеферино | марафон    | 2:29:46 | 67        |

#### Женщины
| Участница            | дисциплина | предварительный забег 1 | предварительный забег 1 | предварительный забег 2 | предварительный забег 2 | полуфинал      | полуфинал      | финал          | финал          |
| Участница            | дисциплина | время                   | результат               | время                   | результат               | время          | результат      | время          | результат      |
| -------------------- | ---------- | ----------------------- | ----------------------- | ----------------------- | ----------------------- | -------------- | -------------- | -------------- | -------------- |
| Исмения Да Фредерику | 100 метров | 12.99                   | 8                       | не участвовала          | не участвовала          | не участвовала | не участвовала | не участвовала | не участвовала |